# La otra mujer (novela)
La otra mujer es una novela del escritor chileno Roberto Ampuero. 
Publicada en 2010 —dos años después que El caso Neruda, sexta novela protagonizada por el detective cubano-chileno Cayetano Brulé—, en esta nueva obra Ampuero sigue la línea de Los amantes de Estocolmo y Pasiones griegas, donde los temas centrales son la infidelidad y la política. 
Terra Libros y Norma anticiparon parte del libro en una "experiencia inédita" en su portal, dejando a los lectores los primeros diez capítulos de forma gratuita.
"Ya en Los amantes de Estocolmo había abordado la técnica de una novela dentro de otra, pero esta es la primera vez que trabajo este recurso de una manera más consciente", explicó el mismo antiguo, agregando que con este libro vuelve a "una problemática que me interesa muchísimo: el de la pareja moderna, con sus amores, infidelidades o celos".

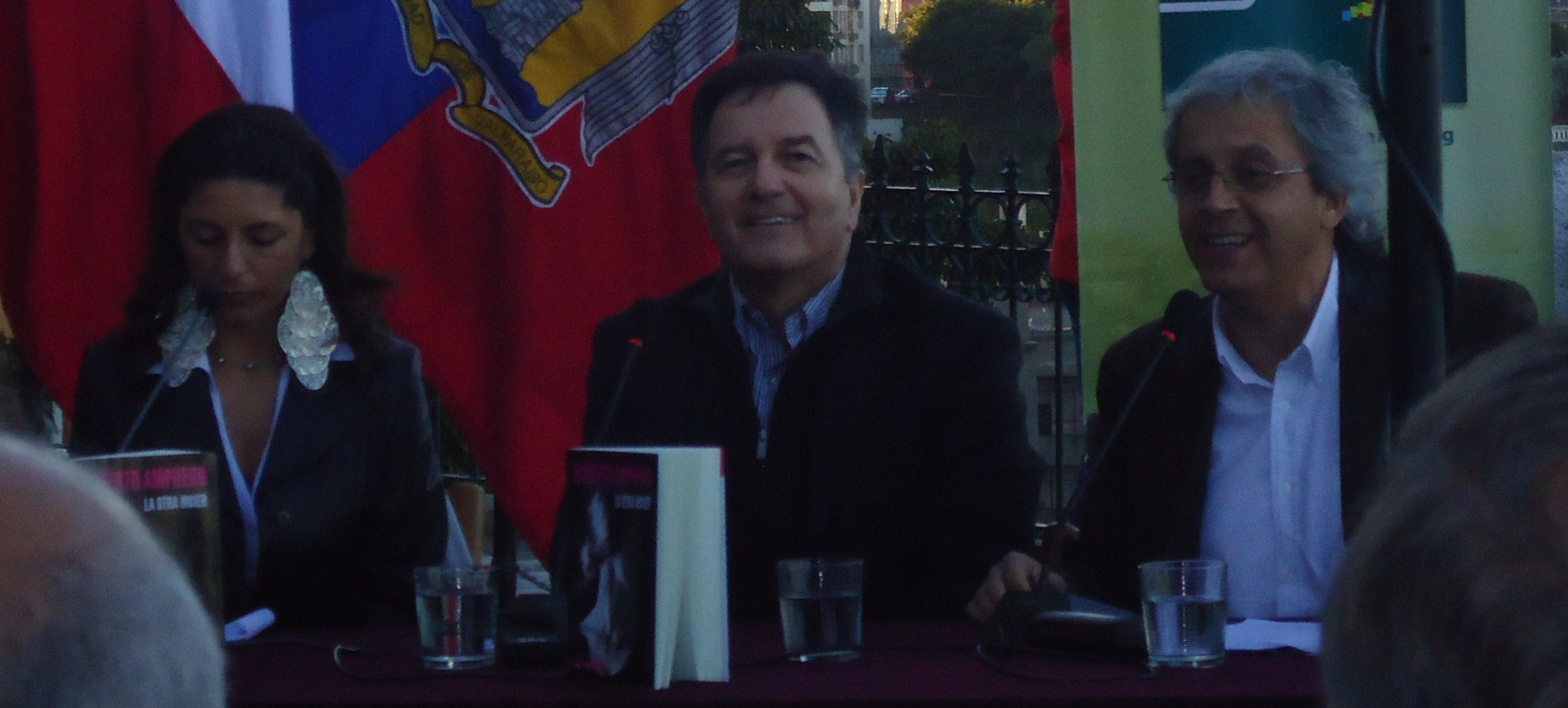
Presentación de La otra mujer en el Paseo Gervasoni, Valparaíso. (09/11/10).

## Trama
Un profesor chileno radicado en Estados Unidos se encuentra dando una conferencia en Berlín, Alemania, cuando, tras terminada la misma, se le aproxima una mujer, para él desconocida, con un manuscrito que, según ella, "debía" entregarle de parte de un doctor del lugar. Aunque en un comienzo no quería aceptar otro texto de algún aspirante a escritor, se vio forzado a quitárselo de las manos. El manuscrito inconcluso había sido escrito por un tal Benjamín Plá, con una nota inicial dirigida a una C., que trataba sobre una mujer de clase alta, católica, quien encuentra a su esposo de años muerto en su cama y, tras una serie de circunstancias, comienza a pensar que durante todas estas décadas de matrimonio él le había sido infiel con otra mujer. La viuda empieza a hacer sus propias averiguaciones, para no llamar la atención. Viaja de Santiago a Valparaíso recolectando datos. Por su parte el profesor, en la actualidad, comienza a indagar sobre la autenticidad del manuscrito, es decir, si los eventos que en él se describen, correspondientes a los años 1980 en Chile, son ficción del Plá o en realidad es una descripción de hechos reales.